# شرکت سلطنتی آفریقا
شرکت سلطنتی آفریقا (انگلیسی: Royal African Company) یک شرکت بازرگانی انگلیسی (بازرگانی) بود که در سال ۱۶۶۰ توسط خانواده سلطنتی استوارت و بازرگانان شهر لندن برای تجارت در سواحل غربی آفریقا تأسیس شد. به رهبری دوک یورک که برادر چارلز دوم بود و بعداً به عنوان جیمز دوم سلطنت کرد. این کشور بیش از هر شرکت دیگری در تاریخ تجارت برده اقیانوس اطلس، بردگان آفریقایی را به قاره آمریکا حمل کرده‌است.